# Cercati un'anima
Cercati un'anima è il quarto album del gruppo musicale italiano I Profeti, pubblicato nel 1976 dall'etichetta discografica CBS.

## Tracce
Lato A
1. Cercati un'anima – 4:39
2. Nel letto mio – 4:23
3. Dimmi papà – 5:34
4. Non dirmi niente – 4:27
5. Chiuahua – 4:50

Durata totale: 23:53
Lato B
1. Corpo e mente – 6:04
2. L'amore è un po' così – 4:22
3. Soli sulla collina – 5:11
4. Se ti perdessi morirei – 5:06
5. Lascia tutto e vieni via – 4:03

Durata totale: 24:46